# Qu’est-ce que c’est la vie, chaton?
Qu’est-ce que c’est la vie, chaton? (с фр. — «Что такое жизнь, котёнок?») — мини-альбом и первая концертная запись музыкального коллектива MGMT, содержащая живые выступления в театре Bataclan (XI округ Парижа, Франция), издан в 2010 году.

## Об альбоме
В октябре 2010 года на протяжении трёх вечеров подряд группа выступала во Франции, где были исполнены все песни, записанные коллективом в студии. Пять композиций были отобраны MGMT и предложены звукозаписывающему лейблу Columbia Records для включения в первый альбом живых выступлений группы. Данное предложение было встречено согласием. Стоит отметить, что один из концертов транслировался в прямом эфире на шведском интернет ресурсе Spotify 8 октября 2010 года. 6 декабря 2010 EP стало доступно для цифровой дистрибуции на сервисах iTunes Store и Amazon.com.

## Список композиций
| №                   | Название                                                              | Длительность |
| ------------------- | --------------------------------------------------------------------- | ------------ |
| 1.                  | «Weekend Wars (с англ. — «Войны выходного дня»)» (live in Paris 2010) | 5:09         |
| 2.                  | «Flash Delirium (с англ. — «Рыба в аквариуме»)» (live in Paris 2010)  | 4:48         |
| 3.                  | «Destrokk (с англ. — «Дистрок»)» (live in Paris 2010)                 | 4:41         |
| 4.                  | «Congratulations (с англ. — «Поздравления»)» (live in Paris 2010)     | 4:27         |
| 5.                  | «Brian Eno (с англ. — «Брайан Ино»)» (live in Paris 2010)             | 5:46         |
| Общая длительность: | Общая длительность:                                                   | 24:11        |